# Robert Kirshner

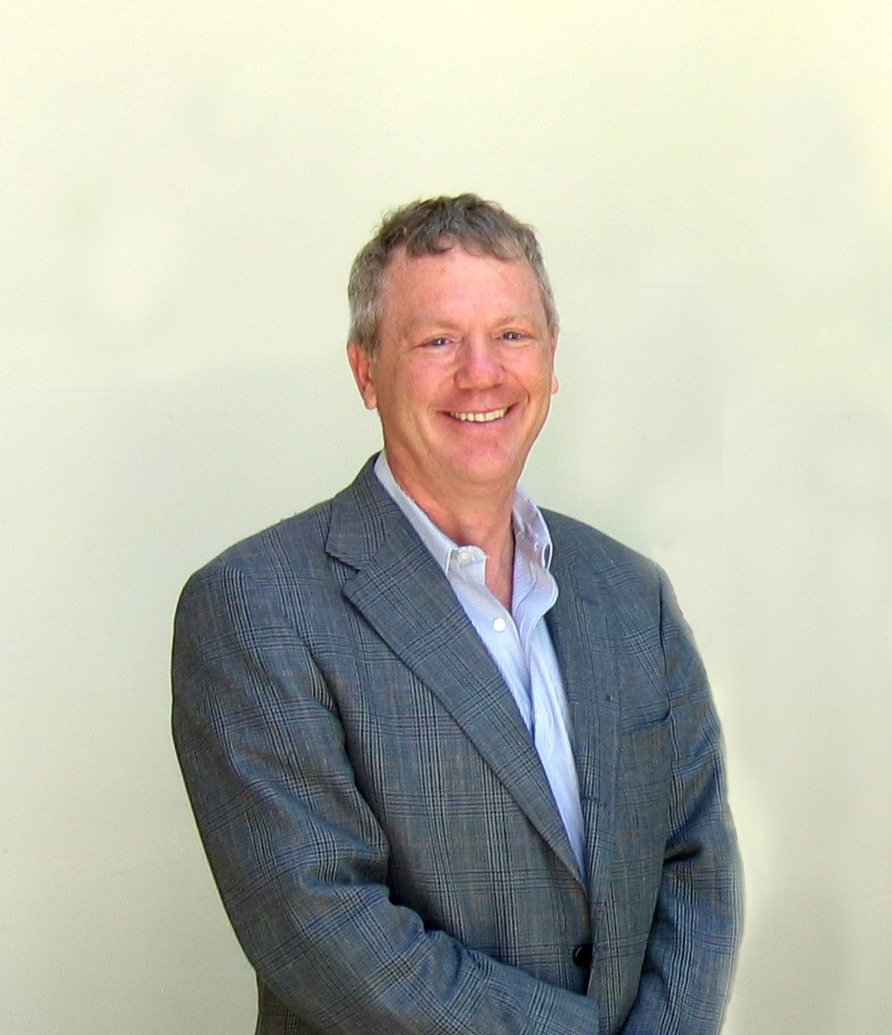
Robert Kirshner

Robert Paul Kirshner (* 15. August 1949 in Long Branch, New Jersey) ist ein US-amerikanischer Astronom.

## Leben
Kirshner machte 1970 am Harvard College seinen Bachelor-Abschluss (magna cum laude) und promovierte 1975 am Caltech. Nach einer Post-Doc-Zeit am Kitt Peak National Observatory war er ab 1976 Assistant Professor (und später Professor für Astronomie) an der University of Michigan, bevor er 1986 Professor in Harvard wurde. Von 1990 bis 1997 war er dort Vorsitzender der Astronomie-Fakultät und von 1998 bis 2002 Leiter der Infrared and Optical Division des Center of Astronomy.
2001 wurde er Clowes Professor of Science an der Harvard University und 2004 Harvard College Professor of Astronomy. 2006/07 war er am Kavli-Institut.
Ende der 1990er Jahre entdeckte er als Teil des High Z Supernova Team die beschleunigte Expansion des Universums. Die Gruppe benutzte Typ Ia Supernovae zur Entfernungsmessung. Der Leiter Brian P. Schmidt erhielt dafür 2011 mit Saul Perlmutter und Adam Riess den Nobelpreis für Physik.
1988 wurde er Fellow der American Physical Society. 1998 wurde er Mitglied der National Academy of Sciences und er ist Mitglied der American Academy of Arts and Sciences (1992) und der American Philosophical Society. 1979 war er Sloan Research Fellow.
Von 2003 bis 2005 war er Präsident der American Astronomical Society.
Er ist seit 1999 mit der Schriftstellerin Jayne Loader verheiratet und der Vater der TV-Produzentin Rebecca Rand Kirshner (Rebecca Sinclair).

## Auszeichnungen (Auswahl)
- 2007 Gruber-Preis für Kosmologie mit der High-z-Gruppe
- 2011 Dannie-Heineman-Preis für Astrophysik
- 2014 James Craig Watson Medal
- 2015: Breakthrough Prize in Fundamental Physics, als Mitglied des dem High-Z Supernova Search Team, zusammen mit Brian P. Schmidt und Adam Riess.
- 2015 Wolf-Preis für Physik

## Schriften
- The extravagant universe: exploding stars, dark energy and the accelerating universe. Princeton University Press 2002